# Mudiriyya
Mudīriyya (in arabo مديرية‎?, pl. Mudīriyyāt), ossia letteralmente direttorato (da Mudīr, مدير, che significa "direttore"), è una suddivisione amministrativa il cui termine è spesso tradotto come "provincia", ciascuna delle quali è stata suddivisa in Markaz (lett. "centro"), o distretti.
Le Mudīriyyāt sono state storicamente utilizzate in Egitto, nel Sudan Anglo-Egiziano e nello Yemen. Nel moderno Egitto, queste suddivisioni sono state sostituite da governatorati (Muḥafaẓāt, sing. Muḥafaẓa).